# Record d'Europe de natation messieurs du 200 mètres 4 nages

## Bassin de 50 mètres
Légende : les mentions « s, d ou f » éventuellement placées entre parenthèses après la nature de la compétition signifient respectivement que le record a été battu au cours d’une série, d’une demi-finale ou d’une finale.
| Temps            | Athlète       | Naissance | Âge | Nationalité | Compétition               | Lieu      | Date              |
| ---------------- | ------------- | --------- | --- | ----------- | ------------------------- | --------- | ----------------- |
| 1 min 58 s 16 RM | Jani Sievinen | 1974      | 20  | Finlande    | Championnats du monde (f) | Rome      | 11 septembre 1994 |
| 1 min 57 s 61    | László Cseh   | 1985      | 20  | Hongrie     | Championnats du monde (f) | Montréal  | 28 juillet 2005   |
| 1 min 56 s 92    | László Cseh   | 1985      | 22  | Hongrie     | Championnats du monde (f) | Melbourne | 29 mars 2007      |
| 1 min 56 s 52    | László Cseh   | 1985      | 23  | Hongrie     | Jeux olympiques           | Pékin     | 15 août 2008      |
| 1 min 56 s 34    | László Cseh   | 1985      | 24  | Hongrie     | Championnats du monde (s) | Rome      | 29 juillet 2009   |
| 1 min 55 s 18    | László Cseh   | 1985      | 24  | Hongrie     | Championnats du monde (d) | Rome      | 29 juillet 2009   |
| 1 min 54 s 82    | Léon Marchand | 2002      | 21  | France      | Championnats du monde (f) | Fukuoka   | 27 juillet 2023   |
| 1 min 54 s 06    | Léon Marchand | 2002      | 22  | France      | Jeux olympiques (f)       | Paris     | 2 août 2024       |
| 1 min 52 s 69 RM | Léon Marchand | 2002      | 23  | France      | Championnats du monde (d) | Singapour | 30 juillet 2025   |

## Bassin de 25 mètres
Légende : les mentions « s, d ou f » éventuellement placées entre parenthèses après la nature de la compétition signifient respectivement que le record a été battu au cours d’une série, d’une demi-finale ou d’une finale.
| Temps            | Athlète         | Naissance | Âge | Nationalité | Compétition               | Lieu           | Date              |
| ---------------- | --------------- | --------- | --- | ----------- | ------------------------- | -------------- | ----------------- |
| 1 min 53 s 46    | László Cseh     | 1985      | 20  | Hongrie     | Championnats d'Europe (f) | Trieste        | 8 décembre 2005   |
| 1 min 52 s 99 RM | László Cseh     | 1985      | 22  | Hongrie     | Championnats d'Europe (f) | Debrecen       | 13 décembre 2007  |
| 1 min 52 s 85    | László Cseh     | 1985      | 24  | Hongrie     | Championnats de Hongrie   | Százhalombatta | 13 novembre 2009  |
| 1 min 51 s 72    | Markus Rogan    | 1982      | 27  | Autriche    | Championnats d'Europe (f) | Istanbul       | 10 décembre 2009  |
| 1 min 51 s 36    | László Cseh     | 1985      | 30  | Hongrie     | Championnats d'Europe (f) | Netanya        | 4 décembre 2015   |
| 1 min 50 s 85    | Andréas Vazaíos | 1994      | 25  | Grèce       | Championnats d'Europe (f) | Glasgow        | 6 décembre 2019   |
| 1 min 50 s 30    | Léon Marchand   | 2002      | 22  | France      | Coupe du monde (f)        | Shanghai       | 19 octobre 2024   |
| 1 min 48 s 88 RM | Léon Marchand   | 2002      | 22  | France      | Coupe du monde (f)        | Singapour      | 1er novembre 2024 |

## Articles annexes
- Natation sportive